# Anii 700
Secole: Secolul al VII-lea - Secolul al VIII-lea - Secolul al IX-lea
Decenii: Anii 650 Anii 660 Anii 670 Anii 680 Anii 690 - Anii 700 - Anii 710 Anii 720 Anii 730 Anii 740 Anii 750
Ani: 700 | 701 | 702 | 703 | 704 | 705 | 706 | 707 | 708 | 709